# Скандинавская литература
Скандинавская литература — литература на норвежском, шведском и датском языках, трёх национальных языках в Скандинавии. Скандинавская литература имеет долгую историю и включает в себя ряд хорошо известных авторов, в том числе и нобелевских лауреатов: Бьёрнстьерне Бьёрнсона, Карла Гьеллерупа, Сигриду Унсет, Кнута Гамсуна, Сельму Лагерлёф, Вернера фон Хейденстама, Хенрика Понтоппидана, Эрика Акселя Карлфельдта, Пера Лагерквиста, Эйвинда Юнсона, Харри Мартинсона, Тумаса Транстрёмера и Юна Фоссе.
Как пример того, как Скандинавии в значительной степени, литература была общей, можно упомянуть о том, как Генрик Ибсен издавал свои книги в Дании, в языковой форме, адаптированной к датской и норвежской публике. Переводы были не нужны, поскольку государственным языком Норвегии являлся норвегизованный датский.
Расширенный смысл концепции скандинавской литературы, может также включать в себя литературу на исландском и фарерском языке, даже если эти языки не входят в соприкосновение с современным скандинавским языковым пространством. Часто такая концепция ещё называется нордической литературой.